# Mary Celine Fasenmyer
Mary Celine Fasenmyer (1906-1996) est une mathématicienne américaine connue sous le nom de sœur Celine pour ses travaux sur les identités hypergéométriques. Ses deux seuls articles,, qui n'ont pas suscité beaucoup d'intérêt lors de leur parution, ont été la première source d'inspiration de Doron Zeilberger et Herbert Wilf pour leur travail commun, qui leur a valu un prix Steele en 1998.

## Biographie
Les parents de Mary Celine Fasenmyer, fervents catholiques, l'envoyèrent dans une école religieuse à 30 miles de Crown. Là, elle fut déjà remarquée pour ses aptitudes en mathématiques, mais après son diplôme en 1923, ne fut pas poussée vers des études universitaires : elle fut enseignante dans le secondaire pendant les dix années qui suivirent. Cependant, elle reprit en parallèle des études au Mercyhurst College (en) catholique d'Érié, où elle reçut son diplôme de Bachelor of arts en 1933. La même année, elle entra dans les ordres sous le nom de sœur Celine.
Les sœurs de la Miséricorde l'envoyèrent à Pittsburgh enseigner à St Justin's High School, puis étudier à l'université, où elle passa son Master's degree en 1937. Après une nouvelle interruption, sœur Celine entreprit en 1942 un doctorat sous la direction d'un jeune professeur, Earl Rainville (en), qui lui suggéra d'étudier des problèmes combinatoires liés aux séries hypergéométriques. Elle obtint son doctorat en 1946, à l'issue d'une excellente thèse où elle exposait une méthode, purement algorithmique, permettant de trouver des relations de récurrence sur ces séries. Puis elle abandonna la recherche et retourna au Mercyhurst College, où elle enseigna les mathématiques jusqu'à sa retraite.
Ses résultats ne commencèrent à être diffusés plus largement que lorsque son directeur de thèse en fit état, dans deux chapitres de son livre Special functions, en 1960. Doron Zeilberger fut le premier, en 1978, à en apprécier l'importance et à les exploiter. Herbert Wilf lui emboîta le pas et tous deux prolongèrent la méthode de sœur Celine en ce qui s'appelle aujourd'hui la théorie de Wilf-Zeilberger.
Deux ans avant sa mort, elle put se rendre compte de la portée de ses travaux, lors de l'hommage émouvant d'une invitation par Wilf à une conférence de spécialistes.